# Sugi Waras (Tebing Tinggi)
Sugi Waras is een bestuurslaag in het regentschap Empat Lawang van de provincie Zuid-Sumatra, Indonesië. Sugi Waras telt 783 inwoners (volkstelling 2010).